# Jeanette Wiman
Jeanette Margaretha Wiman Bergenholtz, född 22 mars 1970, är en svensk scenograf och kostymtecknare.
Wiman gjorde sin första scenografi 1987 på Vår Teater i Skärholmen för en uppsättning av Astrid Lindgrens första pjäs Huvudsaken är att man är frisk. Åren 1994–1996 var Wiman scenograf i teatergruppen Teater Satori för uppsättningarna Kärlekens timme – två enaktare av Yukio Mishima och Michail Bulgakovs Mästaren och Margarita. Under samma tid arbetade hon tillsammans med konstnären Tor Svae som scenograf för Stockholm Water Festival och designade hela festivalområdet i Stockholms innerstad. Tillsammans med Svae arbetade hon också med formgivning på Junibacken inför invigningen 1995. 
Wiman utbildades vid Dramatiska Institutet åren 1996–1999 och hennes handledare var scenografen Peter Lundqvist. Hon gjorde sin slutproduktion vid Dramatiska Institutet på Uppsala stadsteater tillsammans med regieleven Carolina Frände. I En tid i helvetet av Per Arvidsson medverkade Duncan Green och Ola Rapace. Sedan examen var Wiman verksam vid S´stadsteatrarna i Göteborg, Borås och Stockholm, Folkteatern i Göteborg, Länsteatern i Örebro, Teater Västernorrland i Sundsvall, Norrlandsoperan i Umeå, Malmöoperan och Kungliga Dramatiska Teatern.

## Teater

### Scenografi och kostym
| År   | Produktion                                            | Upphovsmän                                  | Regi            | Teater                | Noter                 |
| ---- | ----------------------------------------------------- | ------------------------------------------- | --------------- | --------------------- | --------------------- |
| 2007 | På stranden av världen On the Shore of the Wide World | Simon Stephens Översättning Stefan Lindberg | Ronnie Hallgren | Göteborgs stadsteater | Scenografi och kostym |